# Pristimantis lirellus
Pristimantis lirellus är en groddjursart som först beskrevs av John Duncan Dwyer 1995.  Pristimantis lirellus ingår i släktet Pristimantis och familjen Strabomantidae. IUCN kategoriserar arten globalt som otillräckligt studerad. Inga underarter finns listade i Catalogue of Life.